# Тшцинець (Млавський повіт)
Тшцинець (пол. Trzciniec) — село в Польщі, у гміні Радзанув Млавського повіту Мазовецького воєводства.
Населення — 32 особи (2011).
У 1975-1998 роках село належало до Цехановського воєводства.

## Демографія
Демографічна структура станом на 31 березня 2011 року:
|          | Загалом | Допрацездатний вік | Працездатний вік | Постпрацездатний вік |
| -------- | ------- | ------------------ | ---------------- | -------------------- |
| Чоловіки | 19      | 9                  | 6                | 4                    |
| Жінки    | 13      | 4                  | 5                | 4                    |
| Разом    | 32      | 13                 | 11               | 8                    |